# 巴久乡
巴久乡，是中华人民共和国四川省凉山彝族自治州喜德县曾经下辖的一个乡。
2021年1月12日，撤销洛莫乡和巴久乡，将原洛莫乡和原巴久乡所属行政区域划归沙马拉达乡管辖。

## 行政区划
巴久乡撤销前下辖以下地区：
尔补地村、且木村、洛巴村、洼我村、烈火村、树且村和巴久村。